# Yunus (Prophet)

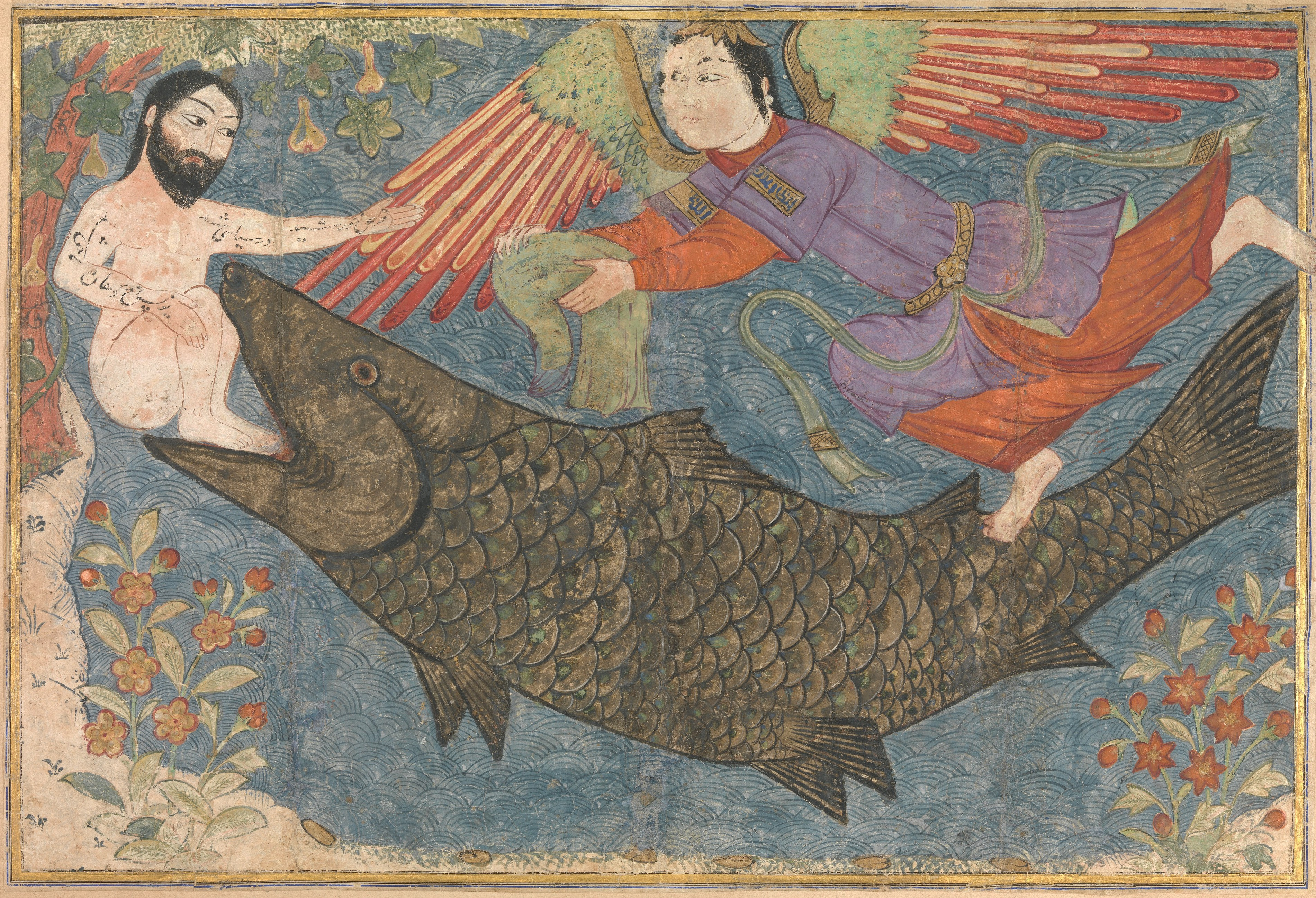
Jona und der Wal (moslemische Darstellung im Dschami' at-tawarich)

Yunus oder Junus (Jona; arabisch يونس, DMG Yūnus; circa 8. Jh. v. Chr.) ist ein  Prophet des Islams, dessen Geschichte im Koran erzählt wird.
Er gleicht dem biblischen Jona. Die 10. Sure des Korans trägt seinen Namen.

## Yunus’ Geschichte im Koran
Yunus’ Geschichte wird in der Sure „as-Saffat“, von Vers 139 bis 148, erzählt.
Dort heißt es:
139. Und sicher war Jonas einer der Gesandten.
140. Da floh er zu dem beladenen Schiff
141. und loste und verlor dabei.
142. Und der große Fisch verschlang ihn, während er (Jonas, sich selbst) tadelte.
143. Wenn er nicht zu jenen gehört hätte, die (Allah) preisen
144. wäre er gewiß in dessen Bauch bis zum Tage der Auferstehung geblieben.
145. Dann warfen Wir ihn ins Freie, und er war krank.
146. Und Wir ließen eine Kürbispflanze über ihm wachsen.
147. Und Wir entsandten ihn zu hunderttausend oder mehr (Menschen)
148. Und sie wurden gläubig; so gewährten Wir ihnen für eine Zeit lang Versorgung.
| Personendaten    | Personendaten          |
| ---------------- | ---------------------- |
| NAME             | Yunus                  |
| ALTERNATIVNAMEN  | يونس (arabisch); Junus |
| KURZBESCHREIBUNG | Prophet des Islams     |
| GEBURTSDATUM     | 8. Jahrhundert v. Chr. |
| STERBEDATUM      | 8. Jahrhundert v. Chr. |